# Museu Nacional de Ciência do Japão

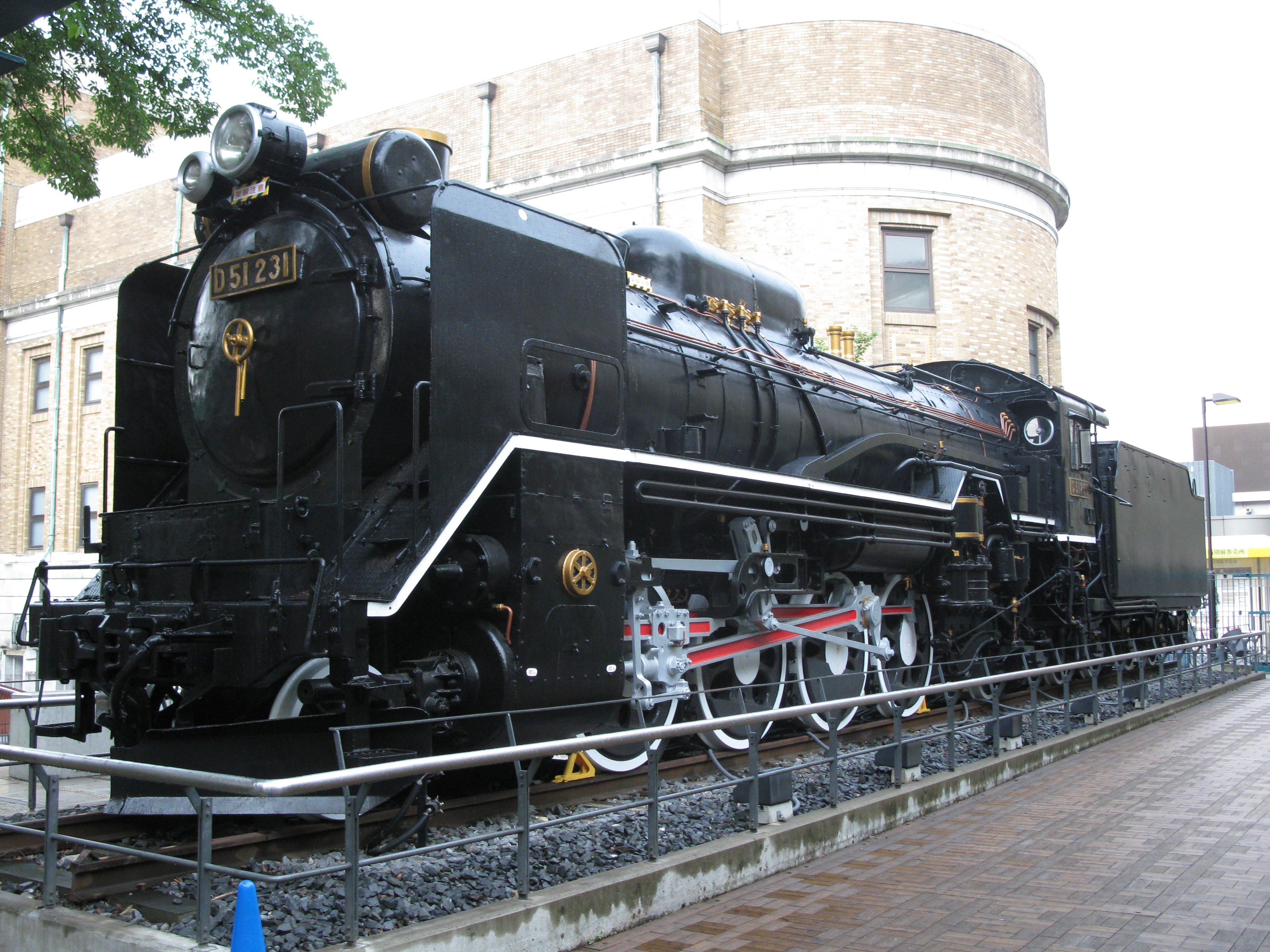
Locomotiva a vapor em frente ao Museu Nacional de Ciência do Japão.

O Museu Nacional de Ciência do Japão (国立科学博物館, Kokuritsu Kagaku Hakubutsukan) está localizado na esquina nordeste do Parque Ueno, em Tóquio. Aberto em 1871 e recentemente renovado, oferece uma ampla variedade de exposições e experiências científicas interactivas.
O museu tem também exposições sobre a ciência no Japão no período pré-Meiji.

## Algumas peças

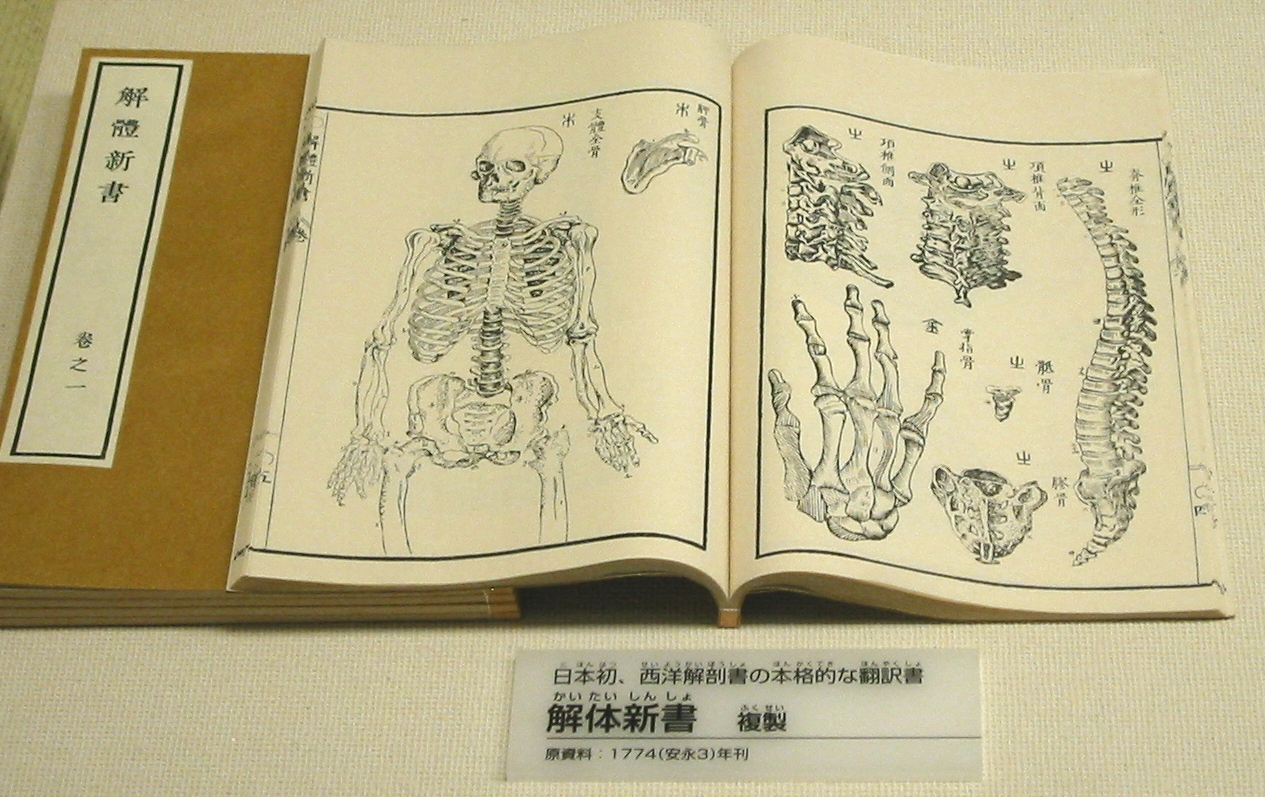
O primeiro tratado japonês sobre anatomia ocidental, publicado em 1774.
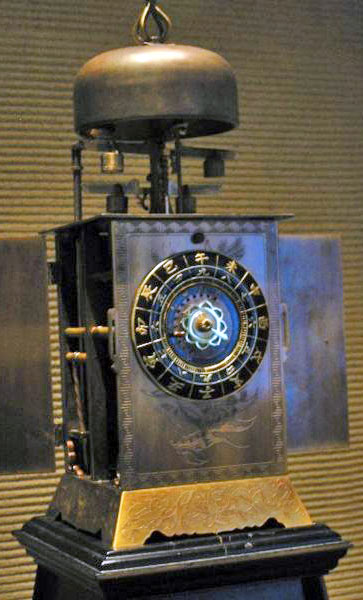
Um relógio japonês wadokei do Século XVIII.
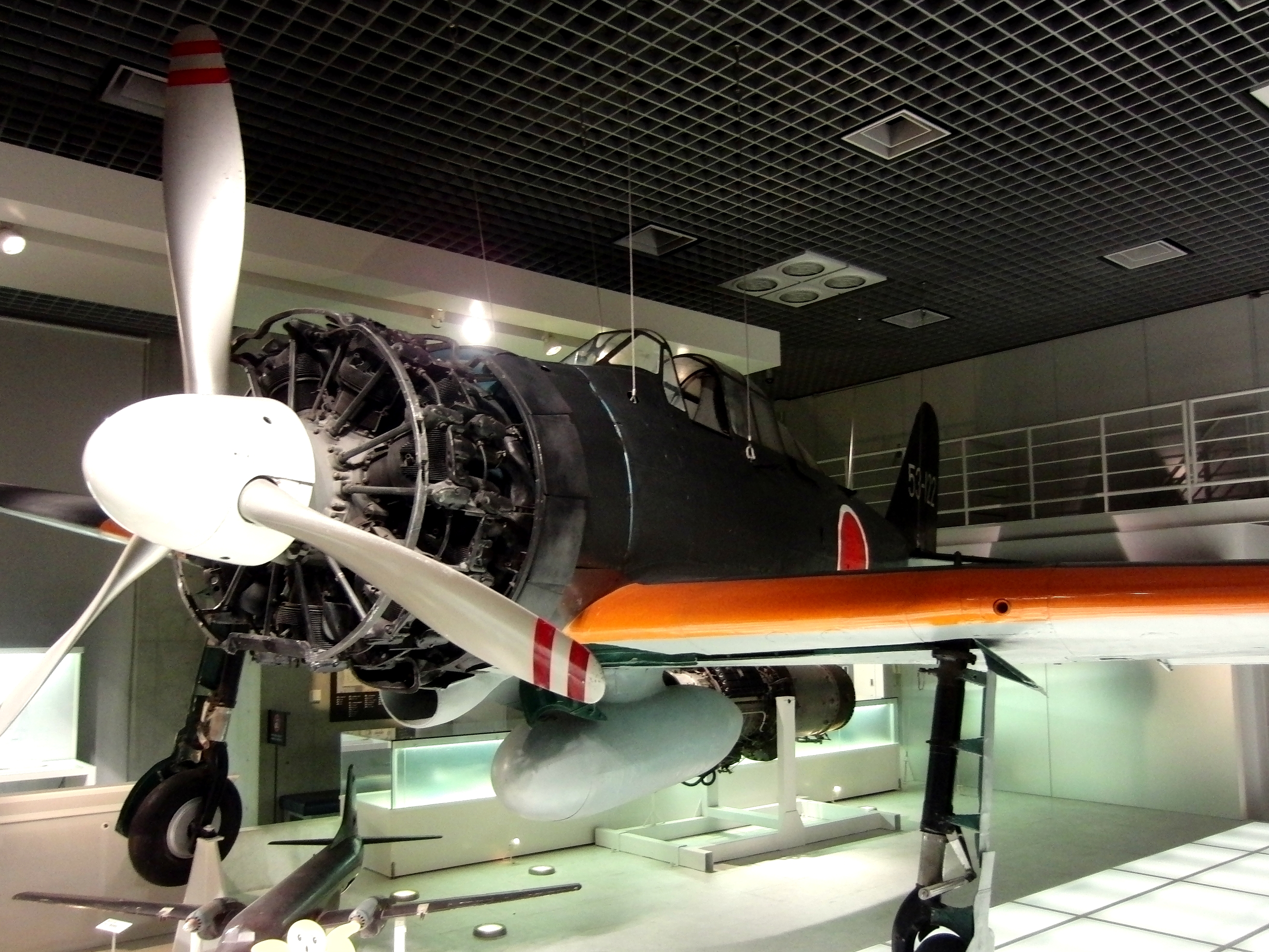
Un Mitsubishi A6M2 "Zero" Modelo 21.
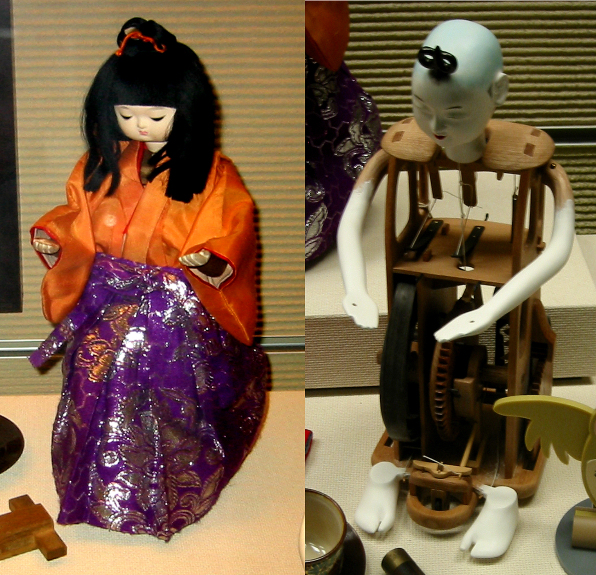
Karakuri ningyo, Século XIX.
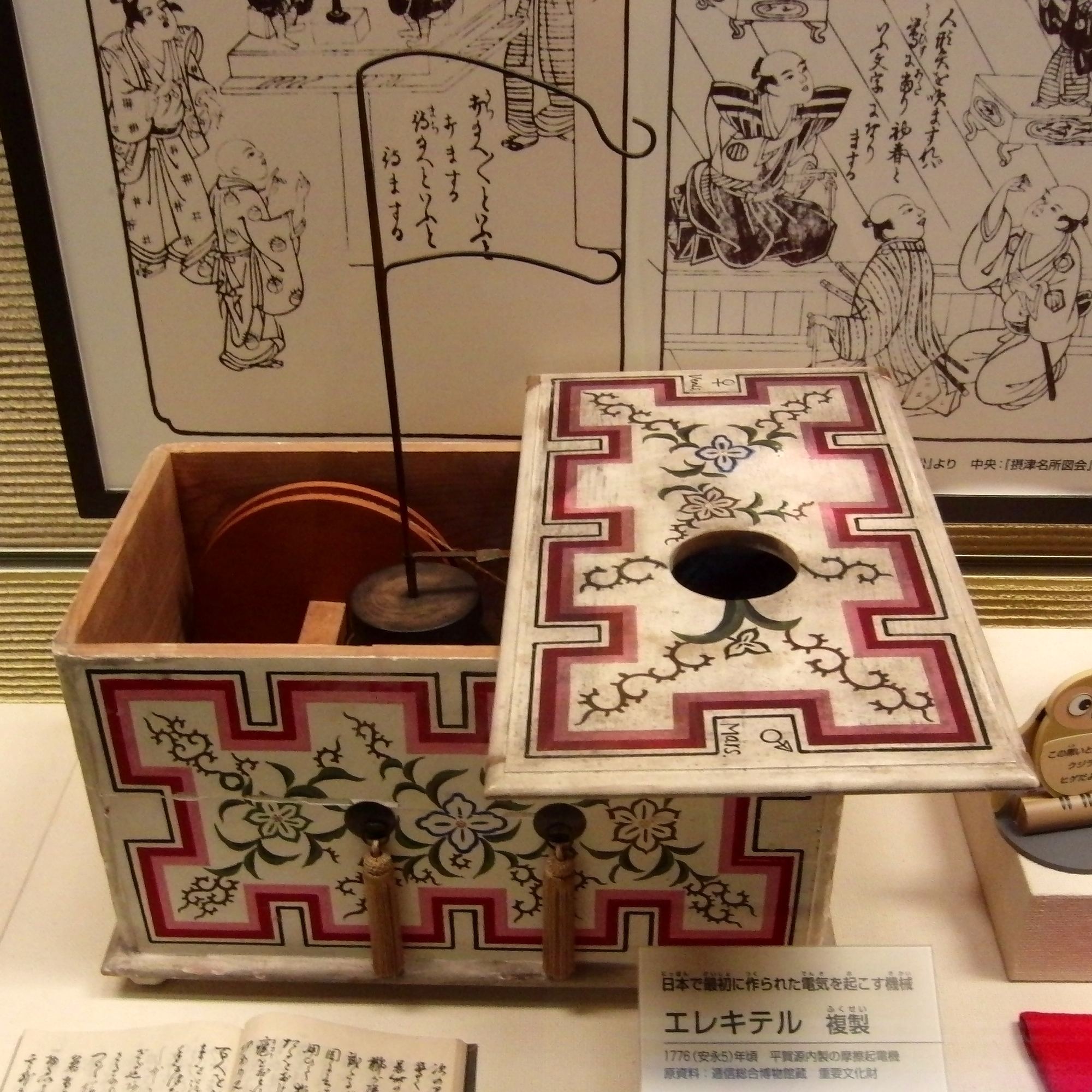
O primeiro gerador electrostático japonês (1776).
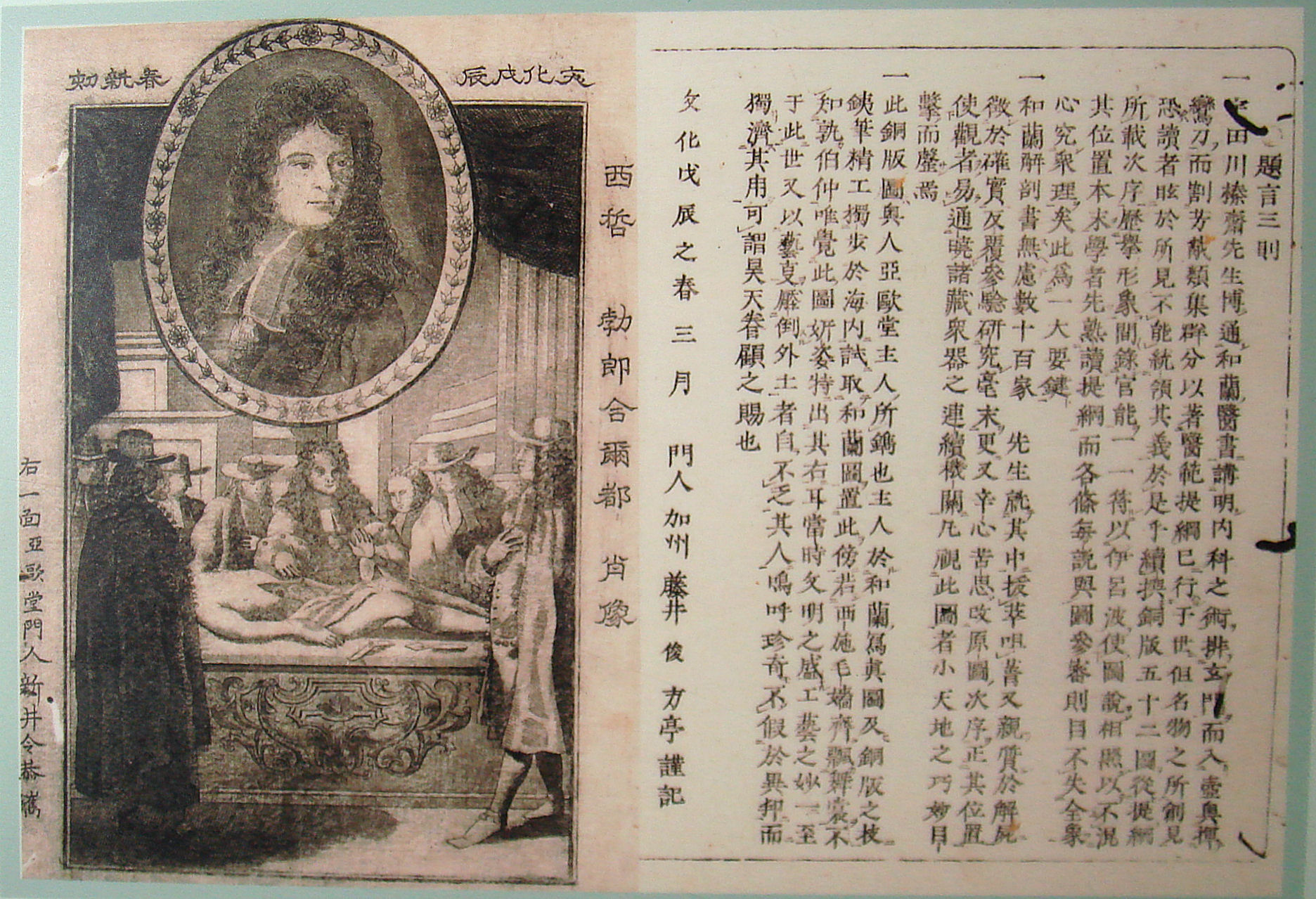
Um livro ocidental de medicina, traduzido para japonês e publicado em Março de 1808.
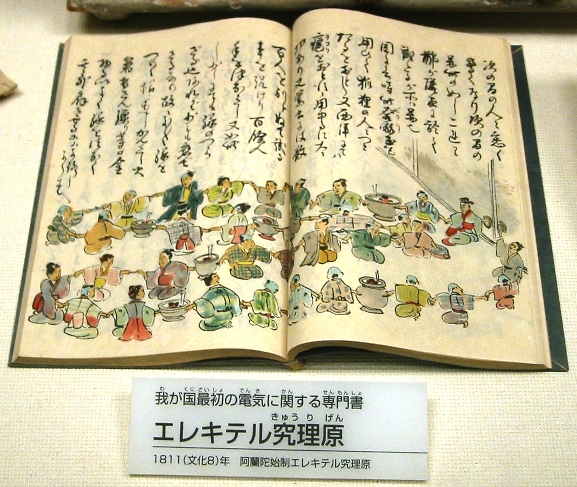
O primeiro manual japonês sobre o fenómeno eléctrico, publicado em 1811.